# Ybl Miklós-díj

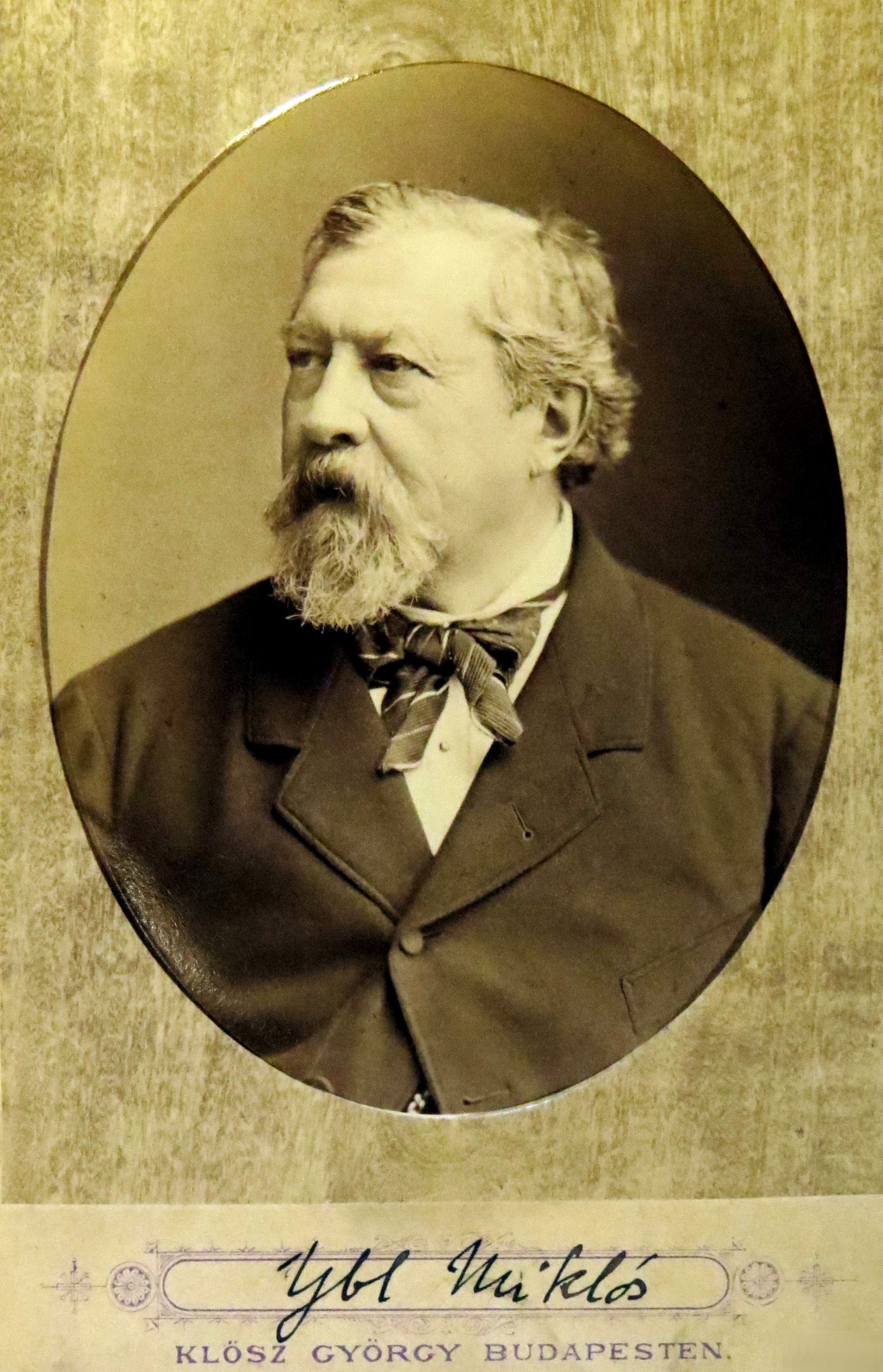
A díj névadója Ybl Miklós építész, a 19. század egyik legnagyobb magyar mestere

Az Ybl Miklós-díjat 1953-ban alapította a Magyar Népköztársaság Minisztertanácsa (1069/1953. (XI. 6.) határozat) az építészeti tevékenységért kapható legrangosabb hazai szakmai kitüntetésként. 1964-ig évente hat I. és hat II. fokozatú díjat adományoztak, 1964–1977 között harmadik fokozatú díj adományozására is volt lehetőség, majd 1978-tól évi tízre csökkent a díjban részesíthetők száma.
Az építészeti díjak újabb szabályozására és új díjak alapítására 1992-ben került sor. Ekkor úgy rendelkeztek, hogy az Ybl Miklós-díj életműért adható díj, amely a hazai környezet építése, alakítása és értékmegőrzése érdekében huzamosan kifejtett kimagasló gyakorlati és/vagy elméleti építészeti alkotó tevékenység, életmű elismeréséül és csak egyéni teljesítmény alapján adományozható. Ezt követően évente legfeljebb 5 díjat adnak ki, így nőtt annak eszmei értéke is. A díjat ugyanaz a személy 5 éven belül csak egyszer, és életútja folyamán legfeljebb kétszer kaphatja meg. Újabb díj adományozására csak olyan teljesítmény alapján lehet javaslatot tenni, amelyet a javasolt személy a korábban adományozott díj elnyerése óta ért el. Egy díj nem osztható meg két vagy több személy között.
A beadott javaslatokat (pályázatokat) az Ybl Miklós-díj Előkészítő Bizottság elemzi és rangsorolja. Ezt követően a bizottság a mindenkori regionális fejlesztésért és felzárkóztatásért felelős tárca nélküli miniszternek tesz javaslatot. A díjak átadása az érintett évet követő év március 15-éjének megünnepléséhez kapcsolódik. Díjátadó az érintett miniszter.
A díjjal emlékérem, az adományozást igazoló oklevél és pénzjutalom jár. Az érem bronzból készül, kör alakú, 60 mm átmérőjű, mely Borsos Miklós alkotása. Egyik oldalán Ybl Miklós dombormű arcképe, a szélén YBL felirat, valamint Borsos mesterjegye látható. A másik oldalán vésett felirattal az adományozott neve és az adományozás évszáma található.
2004-ben rendezték meg – a rangos díj fél évszázados fennállása alkalmából – az Ybl Miklós-díj 50 éve című vándorkiállítást, amely a Széchenyi István Egyetem aulájában volt látható szeptember 6–17. között.
2005-ben módosították a hatályos rendeletet, s ezt a 31/2005. (X. 21.) TNM rendelettel adták közre.
2008-ban megújult a díjat odaítélő bizottság: a nyolctagú testület elnöke ettől kezdve Fegyverneki Sándor országos főépítész.
Bővebben:

## Díjazottak (1953–2024)
| Ábécé szerinti tartalomjegyzék                                                                           |
| --- |
| A, Á B C Cs D Dz Dzs E, É F G Gy H I, Í J K L Ly M N Ny O, Ó Ö, Ő P Q R S Sz T Ty U, Ú Ü, Ű V W X Y Z Zs |

### A, Á
- Aczél Gábor (1984), építész
- Ághné, Korompay Katalin (1989), építész
- Almstaier Ottó (1972), építész
- Andor Anikó (1999), táj- és kertépítész
- Anthony Gall (2018), építész, építészettörténész, egyetemi oktató
- Arnóth Lajos (1964), építész
- Ágostházi László (1976), építész
- Ázbej Sándor (1973), építész

### B
- Bachmann Bálint (2013), DLA építész
- Bachman Zoltán (1987), építész-egyetemi tanár
- Bajnay László (1958), építész
- Bajnay Zsolt (1980), építész
- Bakos Béla (1960), építész
- Balázs György (1967), építész
- Balázs Mihály (1995), DLA építész
- Balogh Balázs (1998), építész
- Balogh István (1962), építész
- Basa Péter (2007), építész
- Batka István (1975), építész
- Bálint Imre (2003), építész
- Bálint János (1965), építész
- Bán Ferenc (1986), építész
- Bata Tibor (2017), építész
- Bedécs Sándor (1970), belsőépítész
- Benczur László (1989), építész
- Bene László (1960 és 1975), építész
- Benjamin László (1958), építész
- Biricz Ferenc (2014) építész
- Bíró Márton (1966), építész
- Bitó János (1989), építész-egyetemi docens
- Bodonyi Csaba (1979), építész
- Bodrossy Attila (1985), DLA építész-egyetemi docens
- Bonta János (1979), építészettörténész
- Bordás Péter (2023), építész
- Boros Pál (1999), építész
- Boross Zoltán (1960), építész
- Borosnyai Pál (1971), építész
- Borsos László (1960), építész
- Boruzs Bernát (1972), építész
- Borvendég Béla (1960), építész
- Böhönyey János (1955), építész
- Böjthe Tamás (1971 és 1975), építész
- Brenner János (1964), építész-városrendező
- Brjeska István (1961), építész

### C
- Callmeyer Ferenc (1956 és 1993), építész
- Callmeyer László (2018), építész
- Czeglédi István (1977), építész
- Czigler Endre (1964), építész
- Czigány Tamás (1999), DLA építész-egyetemi docens

### Cs
- Csaba László (1958 és 1988), építész
- Cságoly Ferenc, (1993) DLA építész-egyetemi tanár
- Csángó András (1965 és 1967), építész
- Cserba Dezső (1956), építész
- Cserhalmy József (1972), építész
- Csernyus Lőrinc Zoltán (2012), építész
- Csernyánszky Gábor (2009), építész
- Csete György (1992), építész
- Csics Miklós (1965), építész
- Csikós István (1990), építész
- Csikós Zoltán (1994), építész
- Csikvári Antal (1972), építész
- Csillag József (1972), építész-városrendező
- Csillag Katalin (2019), építész
- Csizmár Gyula (1987), építész
- Cs. Juhász Sára (1966), építész
- Csomay Zsófia (1986), építész
- Csontos Csaba (1988), építész
- Csontos Györgyi (2020), DLA építész
- Csordás Tibor (1955), építész

### D
- Darnyik Sándor (1973), építész-városrendező
- Dávid Károly (2010, posztumusz) építész
- Dely György (1989), építész
- Demény Tamás (1980), építész
- Demeter Nóra (2017), építész
- Dénes György (2023), építész
- Dénesi Ödön (1960), építész
- Déry Attila (2006), építész
- Detre Villő (1993), építész
- Dévényi Sándor (1988), építész
- Dévényi Tamás (2000), építész
- Dézsi János (1973), építész
- Dianóczky János (1972), építész
- Dobai János, építész (1990)
- Dobó János (1981), építész
- Dobozi Miklós (1987), építész
- Dragonits Tamás (1968), építész
- Dul Dezső (1958), építész

### E, É
- Egressy Imre (1961), építész
- Egyed Tibor (1976), építész
- Ekler Dezső (1994), építész
- Elekes Keve István (1969), építész
- Eleőd Ákos (2012), építész, belsőépítész
- Emődy Attila (1963), építész
- Erdei Ferenc (1967), építész
- Erdélyi Zoltán (1968), építész
- Erdőss Annamária (1996), építész
- Erhardt Gábor (2021), építész[5]
- Erő Zoltán (2021), építész

### F
- Fajcsák Dénes (2024), építész
- Farkas Gábor (1979), építész
- Farkas Ipoly (1961 és 1970), építész
- Farkas László (1967), építész
- Farkas Tibor (1956), építész
- Farkasdy Zoltán (1963 és 1973), építész
- Fátay Tamás (1962), építész
- Fazakas György (2020), építész
- Fazakas Péter (1988), megyei főépítész
- Fehérvári Sándor (1983), belsőépítész
- Fejérdy Péter (2011), építész, tervező, oktató
- Fekete Antal (2000), építész
- Félix Zsolt (2022), építész[6]
- Felcsuti László (1985), építész
- Ferencz István (1985), építész
- Ferencz Marcel (2013), építész
- Ferenczy Károly (1977), építész
- Ferkai András (2002), építész
- Fernezely Gergely (2021), építész
- Fialovszky Tamás (2022), építész[6]
- Finta József (1965 és 1972), építész
- Flach János (1960), építész
- Fodor László (1960), építész
- Földes László (2006), építész
- Földesi Lajos (1963 és 1971), építész
- Füle Lajos (1971), építész-városrendező
- Fülöp Annamária (1982), építész
- Fülöp Imre (1971), építész
- Füzesséry Zoltán (1986), építész

### G
- Gábor László (1963), építész
- Gádoros Lajos (1953 és 1958), építész
- Gáspár Tibor (1963), építész
- Gelesz András (2012), építész
- Gere Mihály (1980), építész
- Gereben Gábor (1991), építész
- Gergelyné, Korompay Judit (1991),építész-városrendező
- Gerle János (1997), DLA építészettörténész
- Gerő László (1958), építész - művészettörténész
- Getto József (1980), építész
- Getto Tamás (2007), építész
- Golda János (2000), DLA építész
- Granasztói Pál (1969), építész-művészettörténész
- Guczogi György (2003), építész
- Gulyás Zoltán (1962), építész
- Gunther Zsolt (2005), DLA építész
- Gutowski Robert (2022), építész[6]
- Guzsik Tamás (1996), művészettörténész
- Gyüre Zsolt (1998), építész

### H
- Hajós Alfréd (posztumusz, 2010), építész
- Hajnal Zsolt (1991), építész
- Hajnóczi Gyula (1968), építész-művészettörténész
- Halmos György (1990), építész
- Harsányiné Vladár Ágnes (1988), építész-műemlék-helyreállítás
- Havassy Pál (1982), építész
- H. Boros Mária (1977), építész
- Heckenast János (1936), építész
- Heckenast Péter (1964), építész-városrendező
- Hefkó Mihály (1991), építész
- Hegedüs Ernő (1963), építész
- Hegedűs Péter (1986), építész
- Heim Ernő (1956 és 1971), építész
- Heinrich Ferenc (1986), építész
- Herczegh Károly (1986), építész
- Herrer-Y M. Caesar (1983), belsőépítész
- Hofer Miklós (1964 és 1978), DLA építész-egyetemi tanár
- Horler Miklós (1972), építész-művészettörténész
- Hornicsek László (1963), belsőépítész
- Horváth Andor (1976), építész
- Horváth István (1968), építész
- Horváth Lajos (1979), építész
- Horváth László (1983), építész
- Horváth Zoltán (2007), építész
- Horváth Zoltán (2019) építész
- Hőnich Richárd (2011), építész
- Hőnich Henrik (2016) építész
- H. Tóth Judit (192), építész
- Hulyák Anna (1980), építész
- Hübner Mátyás (1995),építész-egyetemi tanár

### I, Í
- Istvánfi Gyula (2001), egyetemi tanár
- Ivády Zoltán (1983), építész
- Ivánka András (1995),
- Iványi László (1967), építész

### J
- Jahoda Maja (1992), építész-belsőépítész
- Jaklics Ervin (1986), építész
- Janáky György (1990), építész
- id. Janáky István (1953), építész
- Janáky István, építész (1990)
- Janesch Péter (2004), építész
- Jankovics Tibor (1994), építész
- Jánosi János (2014), építész
- Jánossy György (1965 és 1982), építész
- Jánossy Péter (1987), építész
- Járomi Irén (2009), építész
- Jeney Lajos (1977), építész
- Juhász Jenő (1954), építész
- Juhász Miklós (1967), mérnök
- Jurcsik Károly (1964 és 1971)

### K
- Kálmán Ernő (2000), építész
- Kalmár László (2010), építész
- Kalo Emese (2015), építész
- Kapitány József (1999), építész
- Kapsza Miklós (1996), építész
- Kapy Jenő (1982), építész
- Karácsony Tamás (1993), építész
- Karlovecz Zoltán (2022), építész[6]
- Kaszab Ákos (1976), építész
- Kaszás Károly (1986), építész
- Károlyi Antal (1953), építész
- Kelemen László (1962), építész
- Keller Ferenc (2003), építész
- Kerekes István (1978), építész
- Kerényi József (1975), építész
- Kertai László (1977), építész
- Kertész András (1987), építész
- Kékesi László (1968), építész
- Kévés György (1973), építész
- Király József (1968), belsőépítész
- Király Zoltán (2024), építész
- Kismarthy-Lechner Kamill (1995)
- Kiss Albert (1966), építész
- Kiss András (1978), építész
- Kiss Gyula (2006), építész
- Kiss István (1967), építész
- Kiss László (1962), építész
- Kistelegdi István (1988), DLA építész-egyetemi tanár
- Klenk Csaba (2010), építész
- Kocsis József (1996), építész
- Koczor György (1997), építész
- Koller József (1998), építész
- Koltai Endre (1971), építész
- Komarik Dénes (1989), építész művészettörténész
- Kondorai Gyula (1960), építész
- Koppány Tibor (1978), építész
- Korbonits Dezsőné (1965), építész
- Korényi András (1984), építész
- Kóris János (1985), építész
- Kotsis Iván (1961)
- Kovách István (1978), építész
- Kovács Balázs (1974), építész-városrendező
- Kovács Csaba (2017), építész
- Kovács Péter (2015), DLA Pro-Architectura díjas építész, egyetemi docens
- Kováts András Miklós (2014)
- Kökény Ágnes (1975), építész
- König Tamás (1991), építész
- Körner József (1953), építész
- Kővári György (1964), építész
- Köves Emil (1962), építész
- K. Ráduly Piroska (1980), építész-városrendező
- Krähling János (2023), építész
- Kravár Ágnes (2013), építész
- Krizsán András (2012), építész
- Kruppa Gábor (2010), építész
- Kubinszky Mihály (1992), építészettörténész-egyetemi tanár
- Kulcsár Attila (1990), DLA építész
- Kun Attila (1971), építész

### L
- Laczkovics László (1989), építész
- Lakatos Kálmán (1955)
- Lang János (1978), építész
- Láng Tivadar (1977), építész-városrendező
- Lantay Attila (2016)
- Lázár Antal (1975), DLA építész
- Legány Zoltán (1956), építész
- Lengyel István (1991), építész
- Lente András (2021), építész
- Lenzsér Péter (2004), építész
- Léstyán Ernő (1967), építész
- Locsmándi Gábor (1994), építész
- Lőrincz Ferenc (1991), építész-városrendező
- Lőrincz József (1967 és 1974), építész
- Lőrinczné Szabó Tünde (1982), építész
- Lukács István (2008), építész

### M
- Maár Márton (1987), építész
- Madzin Attila (2019), építész
- Magyar Géza (1963 és 1981), építész
- Magyari Éva (2003), építész
- Major György (1999), építész
- Major Máté (1960), építész-egyetemi tanár
- Majoros Gábor (1984), építész-statikus
- Makovecz Imre (1969), DLA építész
- Mandel Tamás (1970), építész
- Maros Tamás (1976), építész
- Marosi Miklós (1981), építész
- Málik József (1955), építész
- Mányi István (1990), építész
- Mányoki László (1961 és 1970), építész
- Marián Balázs (2019), építész
- Márton István (1965), építész
- Mátis Lajos (1974), építész
- Mátrai Péter (1997), építész
- Meczner Lajos (1954), építész
- Meggyesi Tamás (1992), városépítész-egyetemi tanár
- Mendele Ferenc (1972), építész
- Menyhárd István (1961), építész-statikus
- Mester Árpád (1961), építész-városrendező
- Mester Sándor (1972), grafikus-modellező
- Mező Lajos (1969), építész-városrendező
- Mészáros Géza (1974), építész
- Mészáros Komáromy László (1966), mérnök
- Mészöly András (1967), építész
- M. Hejhál Éva (1973), építész
- Mikó László (2010), építész
- Mikolás Tibor (1961 és 1970), építész
- Mináry Olga (1964), építész
- Miskolczy László (1971), építész
- Mohácsi Péter (1980), építész
- Molnár Attila (1974), építész
- Molnár Csaba (2013), Kós Károly-díjas DLA építész
- Molnár Péter (1964 és 1985), építész
- Mónus János (1974), építész
- Mosdóssy Borbála (1997), építész
- Murányi Sándor (1971), építész
- Mülbacher István (1964), építész

### N
- Nagy Bálint (2002), építész
- Nagy Bence (1979), statikus
- Nagy Csaba (2011), építész
- Nagy Elemér (1968), építész
- Nagy Iván (2008), építész
- Nagy József (1970), statikus
- Nagy Zoltán (1969), építész
- Nagy Tamás (1992), építész
- Nándori Klára (1990), építész, műemlék-helyreállítás
- Nemes Roland (1991), építész
- Németh András (1990), építész
- Németh István (1958), belsőépítész
- Németh Pál (1954), építész
- Noll Tamás (1983), építész
- Novák István (1983), építész
- Novák Péter (1963), építész-városrendező

### Ny
- Nyiri István (1953)

### O, Ó
- Osskó Judit (2005), okl. építészmérnök

### P
- Palánkai Tibor (2000), építész
- Palotás Lajos (1986), építész-városrendező
- Parádi Károly (1987), építész
- Patartics Zorán (2008),
- Patonai Dénes (1983), DLA építész-egyetemi tanár
- Paulinyi Gergely (2024), építész
- Pazár Béla (2001), építész
- Pál Balázs (1980), építész
- Pálfy Sándor (1986), DLA építész-egyetemi tanár
- Pázmándy István (1954), építész
- Péchy Imre (1978), építész
- Pelényi Margit (2006), építész
- Perényi Imre (1955), építész
- Perényi Tamás (2011), építész, oktató, tanszékvezető
- Peschka Alfréd (1975 ), építész
- Peschka Alfréd Vilmos ( 2019), építész
- Péterfia Borbála (1985), építész
- Pfannl Egon (1965), építész
- Pintér Béla (1958 és 1978), építész
- Pirity Attila (2020), építész
- Plesz Antal (1975), építész
- P. Mueller Éva (1978), építész
- Pongrácz Pál (1968), építész
- Pogány Frigyes (1954) építész, művészettörténész
- Polónyi Károly (1961), építész
- Pomsár János (1966 és 1985), építész
- Pottyondy Péter (2014), építész
- Potzner Ferenc (2014), építész
- Preisich Gábor (1962), építész
- Puhl Antal (1993), építész
- Puskás Péter (2008),
- P.Ürmössy Teréz (1979), építész-városrendező

### R
- Rados Jenő (1954), építész, művészettörténész
- Rácz Endre (1977), építész
- Rácz György (1956), építész
- Radványi György (1998), építész
- Rákosi Ferenc (1983), építész
- Reischl Antal (1970), építész
- Reischl Gábor (1995)
- Reischl Péter (1960), építész
- Reimholz Péter (1975, 1988, 1994), építész
- Resatkó Endre (1961), építész
- Répás Ferenc (2022), építész[6]
- Ripszám János (2005), okl. építészmérnök
- Rimanóczy Gyula, id. (1953), építész
- Rimanóczy Jenő (1966), építész
- Rostás László (2011), építész
- Roth János (1980), építész
- Rudolf Mihály (2004), építész
- Ruttkay M. Gyula (1988), építész

### S
- Sajtos Gábor (2020), DLA építész
- Salamin Ferenc (2005), okl. építészmérnök
- Sámsondi Kiss Béla (1966), építész
- Sándyné Wolf Katalin (1981), építész
- Sáros László (2001), építész
- Schall József (1956), építész
- Schmidl Ferenc (1977), építész
- Schmidt Lajos (1966), építész
- Schneller Vilmos (1976), építész
- Schőmer Ervin (1958 és 1976), építész
- Schönerné Pusztai Ilona (1982), építész
- Scultéty János (1955), építész
- Sedlmayr János (1964), építész
- Sedlmayr Jánosné (1969), építész
- Selényi István (1962), építész
- Semsey Lajos Andor, (1961), építész
- Siklós Mária (1985), építész
- Siklósi József (2002), építész
- Simon Ferenc (1979), építész
- Siraky Loránd (1981), építész
- Sisa Béla (2013), építészmérnök
- Skardelli György (1997), építész
- Sólymos Sándor (2004), építész
- Springer Antal (1973), építész
- Sugár Péter (2002), építész
- Sylvester Ádám (1984), építész

### Sz
- Szabó Árpád (1954 és 1977), építész
- Szabó István (1978), építész
- Szabó Iván (1970), építész
- Szabó László (2005), DLA okl. építészmérnök
- Szabó Levente (2018), DLA építész
- Szabó Tamás János (2012), okl. építész
- Szalay Tihamér (2014), építész
- Szász László (2002), építész
- Szegő György (2014), építész
- Szekeres József (1965 és 1974), építész
- Szendrő Péter (1989), építész
- Szendrői Jenő (1955), építész
- Szenes István (1989), építész-belsőépítész
- Szentai Judit (1984), építész
- Szentmártoni Ferenc (1975), építész
- Szentkirályi Zoltán (1986), építész-művészettörténész
- Széll László (1973), építész, egyetemi tanár
- Szigetvári György (1986), építész
- Szente-Vargáné Gerencsér Judit Anna (2014), építész
- Szigetvári János (1979)
- Szőke László (2021), építész
- Szrogh György (1953 és 1967), építész-egyetemi tanár
- Szuromi Imre (2014), építész
- Szűcs Endre (2014), építész

### T
- Tarján László (1973), építész
- Tarnai István (1980), építész
- Tarnai László (1968), építész
- Tenke Tibor (1967), építész
- Thoma Emőke (2015), építész, műemlékvédelmi szakmérnök
- Tihanyi Judit (1990), építész
- Tillai Ernő (1961 és 1974), építész
- Tima Zoltán (2007), építész
- Tokár György (1970), építész
- Tolnay Lajos (1970), építész
- Tomay Tamás (1985), építész
- Tornai Endre (1987), építész
- Tóth Zoltán (1987), építész-főépítész
- Töreky Dezső (1975), építész
- Török Ferenc (1983), építész
- Török Péter (2009), táj- és környezetépítész
- Turányi Gábor (1984), építész
- Turi Attila (2003), építész

### U, Ú
- Uhlar Lászlóné Kalmár Anikó (1981), építész
- Ulrich Ferenc (1968), építész
- U. Nagy Gábor (2001), építész
- Ungár Péter (1979), építész

### V
- Vadász Bence (2004), építész
- Vadász György (1972), építész
- Vajai Tamás (1982), építész
- Valentiny Károly (1953), építész
- Varga Csaba (2017), építész
- Varga István (1983), építész
- Varga Levente (1985), építész
- Varga Tamás (2020), DLA építész
- Vargha László (1962), művészettörténész
- Vasáros Zsolt (2018), DLA építész
- Vas Zoltán (1969), építész
- Vass Antal (1956), építész
- Vákár Tibor (1991), építész
- Vámossy Ferenc művészettörténész
- Vánczai László (2009), építész
- Várnagy Péter (1989), építész
- Vedres György (1981), építész
- Vesmás Péter (1998), építész
- Vikár András (2006), DLA építész
- Vincze László (1996), építész
- Vinkovits István (1970), építész-városrendező
- Virág Csaba (1968 és 1973), építész
- Viszlai József (2016)
- Vonnák János (1984), építész
- Vonnák Jánosné Tanos Márta (2017), építész
- V. Pázmándy Margit (1968 és 1986), építész
- V. Spíró Éva (1969), építész

### W
- Wágner László (1962), építész
- Wagner Péter (1988), építész
- Weiner Tibor (1953), építész
- Wéber József (1991), építész
- Winkler Barnabás (2009), építész
- Winkler Gábor (1981), építész
- Winkler Oszkár (1953), építész

### Z
- Zakariás Attila (2018), építész
- Zalaváry Lajos (1956 és 1966), építész
- Zambó Terézia (2001), építész
- Zilahy István (1953), építész
- Zoboki Gábor(2008), építész
- Zoltai István (1976), építész-városrendező
- Zöldy Emil (1953), építész

### Zs
- Zsigmond László (2007), építész
- Zsitva Tibor (1955), építész
- Zsufa András (1991), építész
- Zsuffa Zsolt (2010), építész